# Handball aux Jeux olympiques de la jeunesse de 2014
Navigation
Singapour 2010 Buenos Aires 2018 (Beach)
Les épreuves de handball aux jeux olympiques de la jeunesse de 2014 ont lieu au Jiangning Sports Center de Nankin, en Chine, du 20 au 25 août 2014.

## Podiums
| Événement | Or | Argent | Bronze |
| --------- | --- | --- | --- |
| Garçons   | Slovénie Urh Kastelic Leon Rašo Darko Stojnič Aleks Kavčič Luka Kikanović Blaž Janc Jan Prevolnik Matic Kotar Jaka Malus Tilen Sokolič Jakob Beđeti Žiga Urbič Gal Marguč Rok Cvetko         | Égypte Mohamed Saleh Hady Morsy Youssef Shehab Ahmed Abdelaal Aly Refaat Omar Wafa Ahmed Salem Abdelhamid Abdelhamid Ahmed Abdelwahab Yahia Omar Mohamed Eltayar Omar Belal Shady Ramadan Abdelrahman Abdou                                                                | Norvège Kristian Sæverås Aksel Horgen Jonas Olsen Simen Schønningsen Eirik Køpp Lasse Thorsbye Tormod Hauane Sander Øverjordet Sindre Andre Aho Tobias Skuggedal Hansen Kevin Gulliksen Jørgen Jansrud Magnus Abelvik Rød Sivert Næsbakken Nordeng |
| Filles    | Corée du Sud Chun Hye-su Park Jun-hee Gim Bo-eun Park Min-jeong Choi Ji-hyeon Kang Eun-hye Park Jo-eun Lee Ga-hee Kim So-ra Kang Kyung-min Kim Seong-eun Hur You-jin Kang Da-hye Yu So-jeong | Russie Anastassia Riabzeva Karina Sabirova Kristina Lichatch Anastassia Souslova Lioudmila Vydrina Daria Belikova Ioulia Golikova Elizaveta Malashenko Anastassia Titovskaïa Valentina Vernigorova Anastassia Starchova Iaroslava Frolova Tatiana Sacharova Ioulia Markova | Suède Joumana Chaddad Thess Krönell Emma Ekenman-Fernis Albana Arifi Sofia Hvenfelt Emma Lindqvist Julia Uhlhorn Bardis Lina Wessberg Olivia Mellegård Anna Johansson Hanna Blomstrand Isabella Mouratido Julia Sandell Emma Rask                  |